# Chęciny (województwo mazowieckie)
Chęciny – wieś sołecka w Polsce, położona w województwie mazowieckim, w powiecie garwolińskim, w gminie Górzno.
| SIMC    | Nazwa           | Rodzaj    |
| ------- | --------------- | --------- |
| 0671579 | Chęciny-Kolonia | część wsi |
| 0671585 | Grabniak        | część wsi |
| 0671591 | Mandzin         | część wsi |

W latach 1975–1998 miejscowość administracyjnie należała do województwa siedleckiego.
Wierni Kościoła rzymskokatolickiego należą do parafii św. Jana Chrzciciela w Górznie.